# Roger Mathis
Pour les articles homonymes, voir Mathis.
Roger Mathis, né le 4 avril 1921 et mort le 9 juillet 2015 à Féchy, est un footballeur suisse. Il évoluait au poste de défenseur.

## Biographie
International, il reçoit quatre sélections en équipe de Suisse de 1954 à 1955. Il fait partie du groupe suisse lors de la coupe du monde 1954.
Il est le joueur le plus capé du Lausanne-Sports avec 412 matchs joués.

## Carrière
- FC Lausanne-Sport [2],[3]